# Albánia a 2010. évi téli olimpiai játékokon

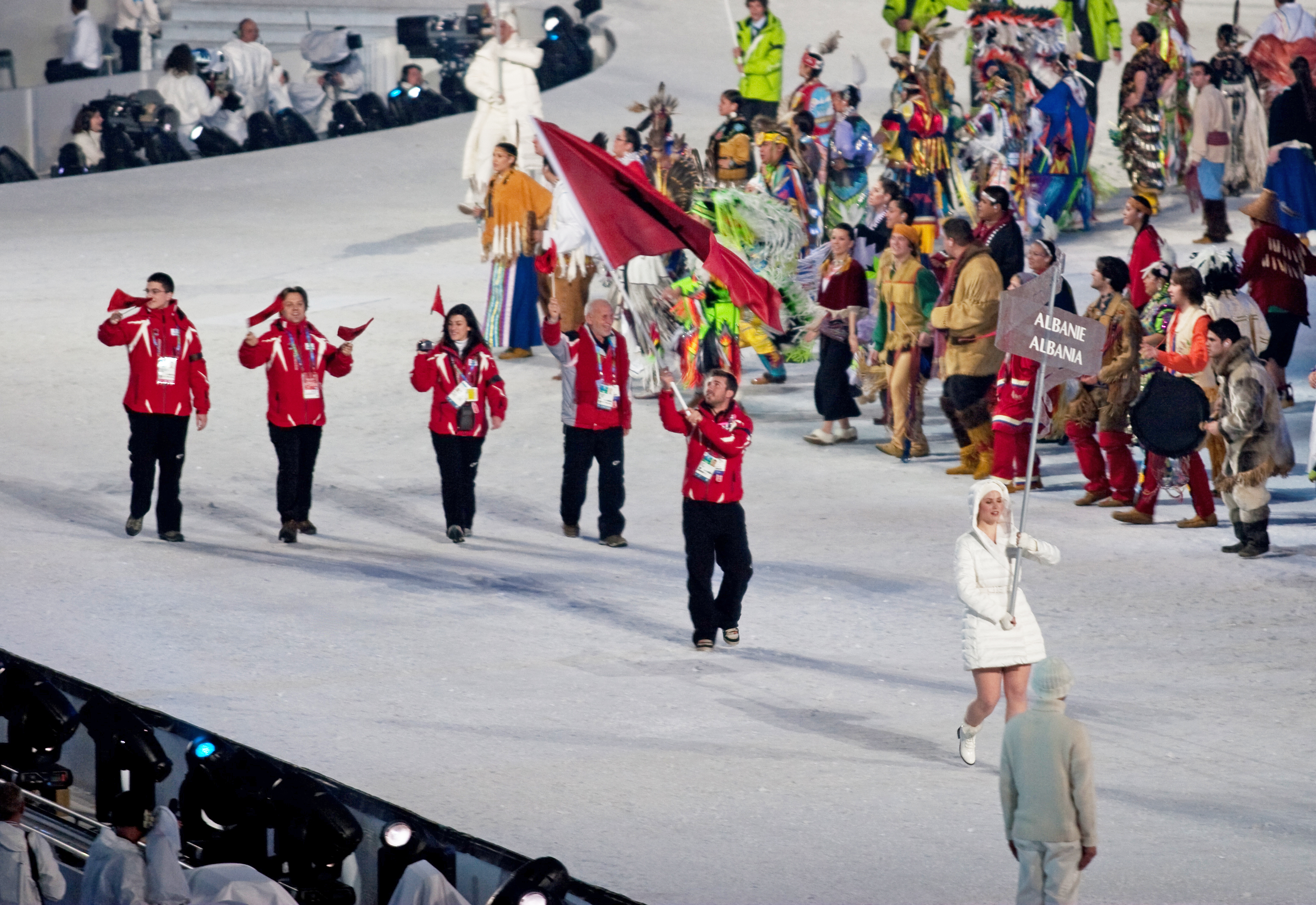
Albánia olimpiai küldöttsége a megnyitón

Albánia a kanadai Vancouverben megrendezett 2010. évi téli olimpiai játékok egyik részt vevő nemzete volt. Az országot az olimpián 1 sportágban 1 sportoló képviselte, aki érmet nem szerzett.

## Alpesisí
Férfi
| Versenyző  | Versenyszám      | 1. futam | 1. futam | 2. futam | 2. futam | Összesítés | Összesítés |
| Versenyző  | Versenyszám      | Idő      | Hely.    | Idő      | Hely.    | Idő        | Helyezés   |
| ---------- | ---------------- | -------- | -------- | -------- | -------- | ---------- | ---------- |
| Erjon Tola | Műlesiklás       | 1:33,94  | 54.      | 1:09,94  | 47.      | 2:43,88    | 48.        |
| Erjon Tola | Óriás-műlesiklás | 1:27,57  | 69.      | 1:31,70  | 65.      | 2:59,27    | 63.        |